# Sattelbergalm
Koordinaten: 47° 1′ 14″ N, 11° 29′ 36″ O

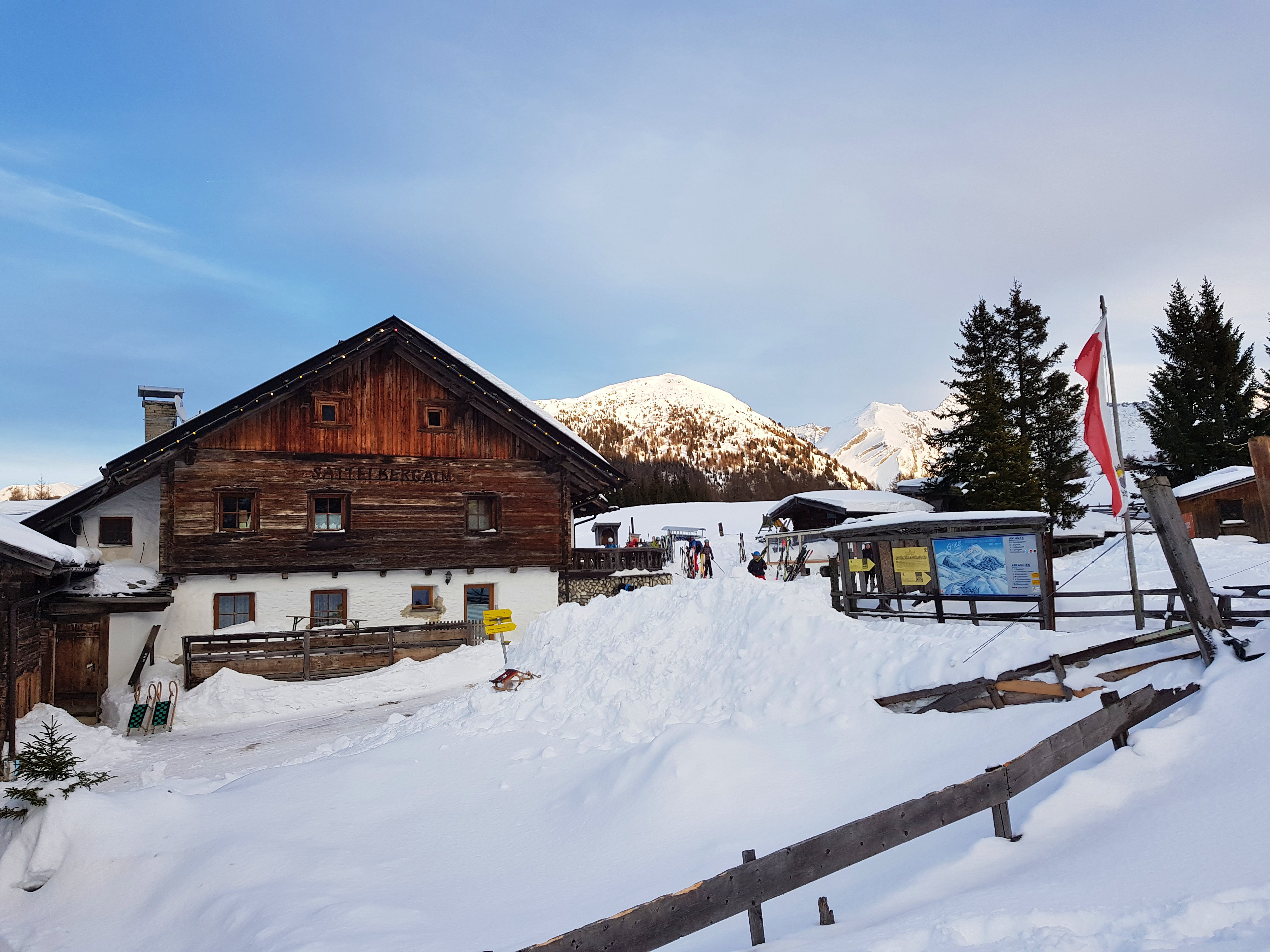
Sattelbergalm (2017)

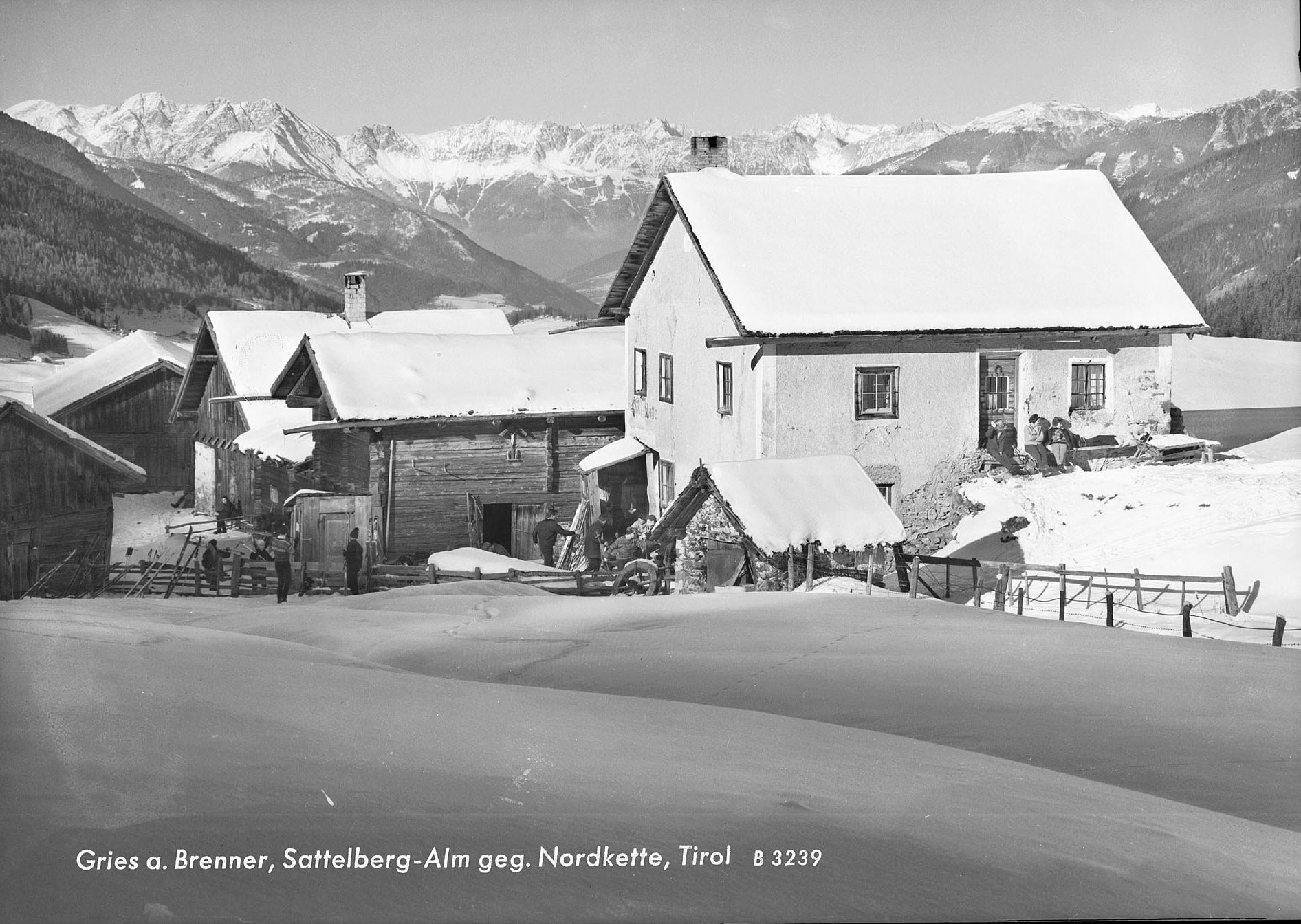
Sattelbergalm (1963)

Die Sattelbergalm (auch Sattelalm genannt) liegt in den Stubaier Alpen auf 1633 m ü. A. im österreichischen Land Tirol nahe der Grenze zum italienischen Südtirol am Sattelberg. Sie ist nicht mit der knapp südlich gelegenen Sattelalm zu verwechseln.
Der Liftbetrieb wurde 2006 eingestellt.
Die Hütte liegt am Tiroler Höhenweg.
Eine Rodelbahn führt nach Vinaders.
Die Hütte ist Ausgangspunkt mehrerer Skitouren, im Sommer dient die Hütte insbesondere Mountainbikern und  Bergwanderern als beliebte Anlaufstelle.
Neben verschiedenen Zimmern gibt es auch ein Matratzenlager.
Kürzester Aufstieg von Vinaders aus, auch von einem Parkplatz oberhalb von Gries am Brenner (direkt unter einer Brücke der Brenner-Autobahn).